# Chrysobothris cyanella
Chrysobothris cyanella es una especie de escarabajo del género Chrysobothris, familia Buprestidae. Fue descrita científicamente por Horn en 1886.
Se encuentra en Oregón y California.
Las larvas se alimentan de Eriogonum nudum.